# نیژنه‌گاله‌یوو
نیژنه‌گاله‌یوو (انگلیسی: Nizhnegaleyevo) یک شهرک در شهرستان زیلایرسکی استان باشقیرستان کشور روسیه است.